# Hebius craspedogaster
Hebius craspedogaster (куатунський вуж) — вид змій родини полозових (Colubridae). Мешкає в Китаї і В'єтнамі.

## Поширення й екологія
Куатунські вужі мешкають у Центральному і Південному Китаї, а також у національному парку Тамдао на півночі В'єтнаму. Вони живуть у вічнозелених широколистяних лісах, поблизу водойм, трапляються на рисових полях. Зустрічаються на висоті від 100 до 1800 м над рівнем моря.